# Leghia
Leghia (węg. Jegenye) – wieś w Rumunii, w okręgu Kluż, w gminie Aghireșu. W 2011 roku liczyła 497 mieszkańców.